# Uncle John's Band
«Uncle John's Band» es una canción del grupo estadounidense Grateful Dead inicialmente tocada en concierto en 1969. La banda la grabó en estudio para su álbum de 1970 Workingman's Dead. Fue escrita por Jerry Garcia y Robert Hunter.
La canción hace parte de la lista "Las 500 canciones que dieron forma al rock and roll", publicada por el Salón de la Fama del Rock and Roll.

## Personal
- Jerry García –voz, guitarra
- Bob Weir – guitarra, voz
- Pigpen (Ron McKernan) – teclado, voz
- Phil Lesh – bajo, voz
- Bill Kreutzmann – batería
- Mickey Hart – batería
- Tom Constanten – teclados